# Автомат Барышева (1946–1947)
Автомат Барышева образца 1946-1947 года — стрелковое оружие: опытный автомат, сконструированный для участия в конкурсе 1946 года на автомат под новый промежуточный патрон 7,62 мм. Является одним из первых автоматов с компоновкой булл-пап.

## История
Информация об истории автомата носит обрывочный и противоречивый характер. Так, ранее считалось, что автомат принимал участие в конкурсе в 1944 года на автомат под промежуточный патрон 7,62 мм. Но согласно новому исследованию, автомат был сконструирован для конкурса 1946 года, но не был допущен к испытаниям.
По состоянию на 2021 год автомат хранится в фондах Военно-исторического музея артиллерии, инженерных войск и войск связи.

### Вопрос о конструкторе автомата
Ранее С. Б. Монетчиков и Р. Н. Чумак приписывали создание автомата конструктору тульского ЦКБ-14 С. А. Прилуцкому. Однако, в дальнейшем Р. Н. Чумак предположил, что автомат был разработан К. А. Барышевым.

## Конструкция
Автомат построен по компоновочной схеме булл-пап. Автоматика работала по принципу отвода части пороховых газов через отверстие в стенке ствола. Запирание канала ствола производилось перекосом затвора.

## Комментарии
1. ↑  Прилуцкий был арестован в 1937 году и расстрелян в 1938[6]